# ترانه میهنی (مجارستان)
ترانه میهنی (به مجاری: Nemzeti dal) پیام انقلاب و جنگ استقلال ‎۱۸۴۸–۱۸۴۹ و اثری برجسته از سروده‌های میهنی مجارستان به قلم شاندور پتوفی است. این ترانه پس از سرود ملی و فراخوان سومین قطعهٔ مهم در مورد هویت ملی مجارستان است.

## ترجمهٔ فارسی
ترجمهٔ تحت‌الفظی ترانهٔ میهنی زیر عنوان سرود ملی در کتاب شاندور پتوفی شاعر انقلابی مجار در ۱۳۳۱ و ۱۳۵۷ (چاپ دوم) منتشر شده‌است.

## متن ترانه
| برگردان فارسی برپا مجار، وطن بانگ می‌زند! زمان آن فرارسیده‌، اکنون یا هرگز! دربند باشیم یا آزاد؟ مسئله این است، انتخاب کنید! – به خدای مجارها قسم، قسم، که دیگر دربند نخواهیم بود! تا اکنون دربند بودیم، نیاکانمان ناآمرزیده‌اند، که آزاد زیستند و مردند، در سرزمینی دربند آرامش ندارند. به خدای مجارها قسم، قسم، که دیگر دربند نخواهیم بود! پست و نامرد، آن کس که در وقت لازم شهامت مردن ندارد، که بیشتر می‌داند ارزش زندگی رقت‌بارش از افتخار میهنش. به خدای مجارها قسم، قسم، که دیگر دربند نخواهیم بود! شمشیر از زنجیر تابناک‌تر است، بر بازو زیبنده‌تر است، و ما اکنون به زنجیریم! بیایید شمشیرهای کهنه! به خدای مجارها قسم، قسم، که دیگر دربند نخواهیم بود! نام مجار دوباره درخور خواهد شد، شایستهٔ افتخار کهنِ کبیر؛ آنچه قرن‌ها آن را آلوده، بدنامی را پاک خواهیم کرد! به خدای مجارها قسم، قسم، که دیگر دربند نخواهیم بود! آنجا که از گورهامان تل می‌سازند، فرزندانمان زانو می‌زنند، و با دعای خیر، نام مقدسمان را بر می‌گویند. به خدای مجارها قسم، قسم، که دیگر دربند نخواهیم بود! | متن مجاری Talpra magyar, hí a haza! Itt az idő, most vagy soha! Rabok legyünk vagy szabadok? Ez a kérdés, válasszatok! – A magyarok istenére Esküszünk, Esküszünk, hogy rabok tovább Nem leszünk! Rabok voltunk mostanáig, Kárhozottak ősapáink, Kik szabadon éltek-haltak, Szolgaföldben nem nyughatnak. A magyarok istenére Esküszünk, Esküszünk, hogy rabok tovább Nem leszünk! Sehonnai bitang ember, Ki most, ha kell, halni nem mer, Kinek drágább rongy élete, Mint a haza becsülete. A magyarok istenére Esküszünk, Esküszünk, hogy rabok tovább Nem leszünk! Fényesebb a láncnál a kard, Jobban ékesíti a kart, És mi mégis láncot hordtunk! Ide veled, régi kardunk! A magyarok istenére Esküszünk, Esküszünk, hogy rabok tovább Nem leszünk! A magyar név megint szép lesz, Méltó régi nagy hiréhez; Mit rákentek a századok, Lemossuk a gyalázatot! A magyarok istenére Esküszünk, Esküszünk, hogy rabok tovább Nem leszünk! Hol sírjaink domborulnak, Unokáink leborulnak, És áldó imádság mellett Mondják el szent neveinket. A magyarok istenére Esküszünk, Esküszünk, hogy rabok tovább Nem leszünk! |